# Hydrelia tenera
Hydrelia tenera là một loài bướm đêm trong họ Geometridae.